# Reinhold Tersmeden
Reinhold Tersmeden, född 17 juli 1655 på Larsbo bruk i Söderbärke socken, död där 23 augusti 1698, var en svensk brukspatron.
Reinhold Tersmeden var son till Herman tor Smede. Han sändes vid åtta års ålder till sin farbror köpmannen Tomas Tersmeden i Hillerød, hos vilken han med en syster erhöll undervisning till 1666, då han återvände hem. Sedan fadern avlidit 1667 och modern med sina sju barn lämnats i små omständigheter, måste Tersmeden försörja familjen. Han kom som 16-åring till rådmannen Eric Boije i Stockholm, där han utbildade sig till köpman och blev senare bruksbokhållare i trakten av Köping. Han vann så stort förtroende hos sin principal Jöns Persson att han 1675 sattes att sköta dennes hamrar vid Hedströmmen med andel i vinsten. 1678 blev han även förvaltare på Larsbo bruk och drev dessutom stora affärer i tackjärn, så att han snart blev en burgen man och känd för sin pålitlighet.
Han gifte sig 1682 med prästdottern Christina Börstelia, med vilken han fick fyra söner och nio döttrar. Christina Börstelia gifte 1700 om sig med  landssekreteraren i Falun Jonas Folkern, som 1711 adlades Cedercreutz. Av Tersmedens barn blev de som önskade upptagna på styvfaderns namn och erhöll med honom friherrlig värdighet. Tersmeden köpte 1698 Svartåverken av kammarrådet Albin Müller och Henrik Scheffer men avled bara någon månad efter att köpet var genomfört. Egendomen ärvdes då av hans änka Christina Börstelia som från 1700 drev den tillsammans med sin andra man Jonas Cedercreutz fram till 1719 då dottern Anna Maria Cedercreutz ärvde bruket.